# NTT東日本-関信越

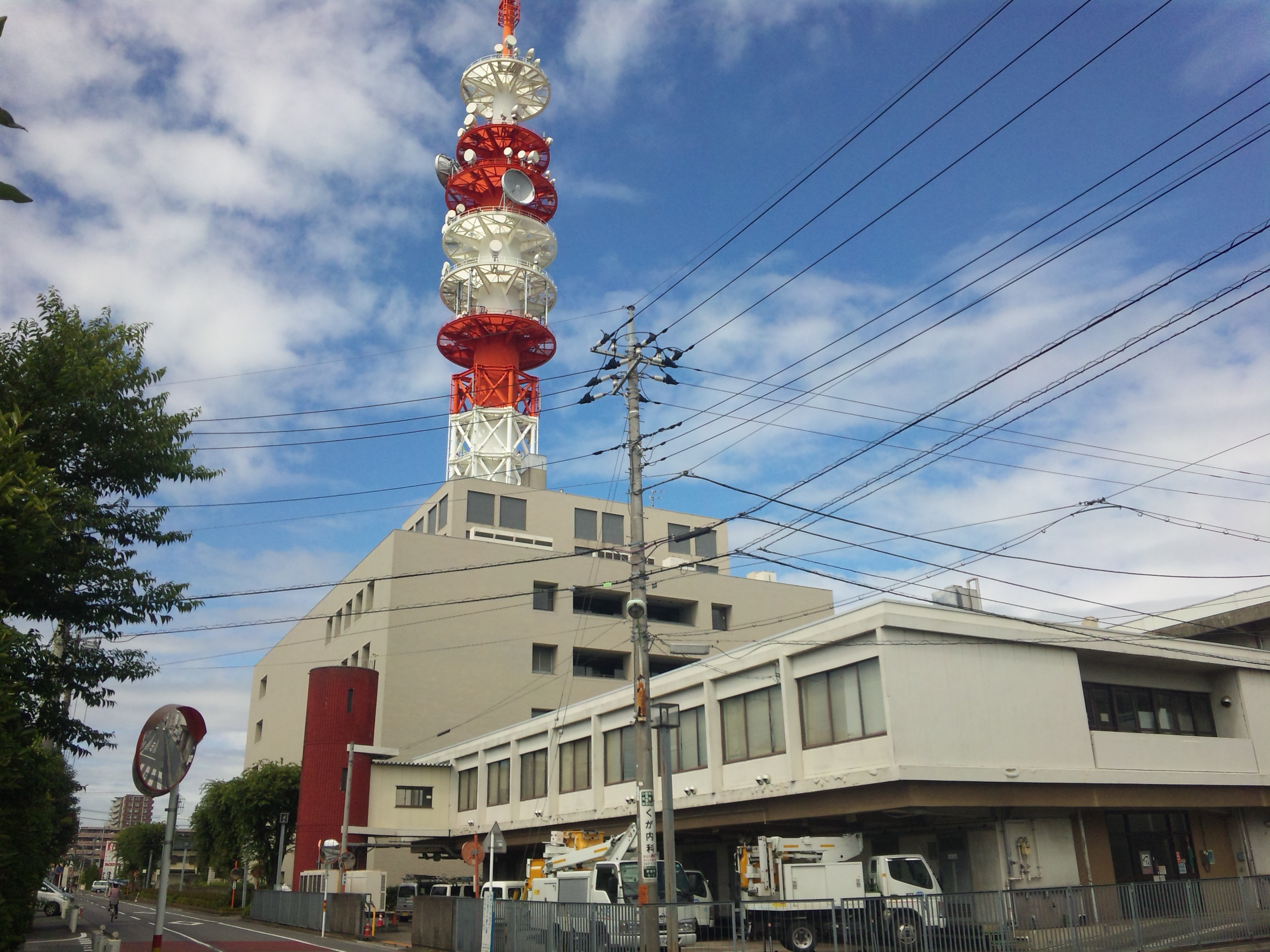
埼玉西支店

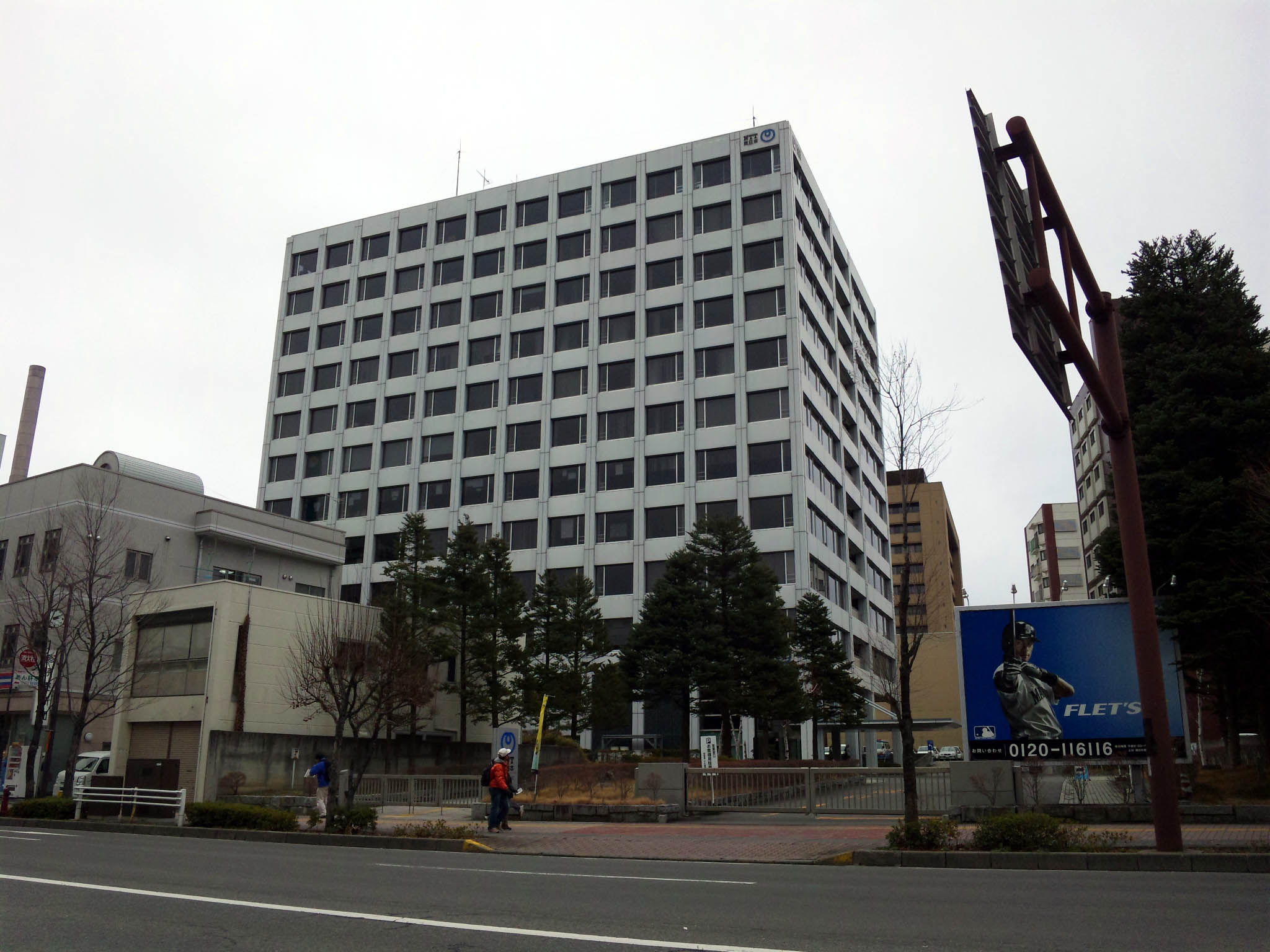
長野支店

株式会社NTT東日本-関信越（エヌティティひがしにほん-かんしんえつ）は、埼玉県さいたま市浦和区に本社を置く、NTT東日本の支店が担当していた業務をアウトソーシングした地域子会社のうちの1社である。
2014年7月1日に株式会社NTT東日本-埼玉が、株式会社NTT東日本-栃木、株式会社NTT東日本-群馬、株式会社NTT東日本-長野、株式会社NTT東日本-新潟の4社を吸収合併し、商号変更した。

## 概要
2002年5月1日に日本電信電話株式会社（現・NTT株式会社）、東日本電信電話株式会社（現・NTT東日本株式会社）および西日本電信電話株式会社（現・NTT西日本株式会社）が公表した「NTT東西の構造改革について」（2001年11月22日公表）に基づき、NTT東日本埼玉支店管内に、株式会社エヌ・ティ・ティ サービス埼玉（営業系）、株式会社エヌ・ティ・ティ エムイー埼玉（設備系）及び株式会社エヌ・ティ・ティ・ビジネスアソシエ埼玉（共通系）のアウトソーシング会社3社が設立された。また、栃木・群馬・長野・新潟にも同様に各3社が設立。
2005年7月1日には株式会社NTTサービス埼玉、株式会社NTTエムイー埼玉及び株式会社NTTビジネスアソシエ埼玉が統合して、株式会社NTT東日本-埼玉となった。同時にNTT東日本埼玉支店の営業業務等も委託される。栃木・群馬・長野・新潟でも同様に統合及び委託され、株式会社NTT東日本-栃木、株式会社NTT東日本-群馬、株式会社NTT東日本-長野、株式会社NTT東日本-新潟となった。
2008年11月4日、NTT東日本埼玉支店および、NTT東日本-埼玉（本店）が、さいたま市中央区新都心（さいたまメディアウェーブ）より現在地の同市浦和区常盤（NTT東日本さいたま新常盤ビル）へ移転。
2014年7月1日、株式会社NTT東日本-埼玉が株式会社NTT東日本-栃木、株式会社NTT東日本-群馬、株式会社NTT東日本-長野、株式会社NTT東日本-新潟を吸収合併し、株式会社NTT東日本-関信越に商号変更した。

## 営業地域
基本的に埼玉県、栃木県、群馬県、長野県、新潟県全域であるが、一部行政上の地区と異なる場所がある。
- （例）新座市の一部 ⇒ 市外局番が03､042の地域は、NTT東日本東京事業部（NTT東日本-南関東）扱い

## 組織
- 企画部
- 総務部
- 設備部
- ビジネスイノベーション部
- パートナービジネス部
- 埼玉支店
- 埼玉南支店 - 埼玉県川口市
- 埼玉西支店 - 埼玉県川越市
- 栃木支店 - 栃木県宇都宮市
  - 以前あった越戸のジョイフルはもともとは栃木支店であった。現在は北関東互助センターが運営する葬儀場である。[6]
- 群馬支店 - 群馬県高崎市
- 長野支店 - 長野県長野市
- 新潟支店 - 新潟県新潟市

## 主な業務内容
NTT東日本埼玉事業部と一体的に業務を運営している。
- 法人・SOHO、在宅向けの情報通信機器、ネットワークサービス、システムソリューション （フレッツ光、フレッツADSL、ひかり電話、PBX等）
- 各種商品等に関する注文受付（116等）、コンサルティングおよび販売業務
- 電話料金、商品代金等の支払い請求および料金回収業務
- 公衆電話の設置、および手数料等の支払い事務
- 電気通信設備等の構築、工事、管理、保守等業務
- 故障受付 (113) ・修理業務